# شهر بروکسل
Brussel (Stad Brussel در هلندی، Bruxelles-Ville در فرانسوی، City of Brussels در انگلیسی) نام بزرگترین شهر و مرکز منطقه بروکسل است بر خلاف منطقه بروکسل که جمعیتی در حدود بین ۲٬۱۰۰٬۰۰۰ تا ۲٬۷۰۰٬۰۰۰ نفر دارد در تاریخ ۱ ژانویه ۲۰۰۶ جمعیت کلی شهر بروکسل ۱۴۴٬۷۸۴ نفر بوده‌است که این شهر مساحتش ۳۲٫۶۱ کیلومتر مربع می‌باشد و با تراکم جمعیتی ۴٬۴۴۰ نفر در هر کیلومتر مربع و در سال ۲۰۰۷ حدود ۵۰ هزار غیر بلژیکی در این منطقه زندگی می‌کردند
همان‌طور که سیتی لندن (شهر لندن) با لندن تفاوت دارد شهر بروکسل نیز با بروکسل تفاوت دارد و مرکز آن محسوب می‌گردد و بر خلاف سیتی لندن شهر بروکسل در طول تاریخ تغییرات کمی داشته و منحصر به بخش‌های مرکزی و چند منطقه اطرافش می‌شود.